# Westmeath
Westmeath (iriska: An Iarmhí) är ett grevskap i provinsen Leinster på Irland. Administrativ huvudort är Mullingar, medan den största staden är Athlone som endast har några hundra invånare mer. Athlone ligger delvis i grevskapet Roscommon.
Grevskapet var från början en del av Provinsen Meath som blev upptagen i Leinster. Westmeath var under en tid även en del av grevskapet Meath.

## Städer och samhällen
- Athlone
- Castlepollard
- Delvin
- Moate
- Kilbeggan, Kinnegad, Killucan
- Mullingar
- Rochfordbridge
- Tyrrellspass